# Dinner for Adele
Adéla ještě nevečeřela é um filme de drama tchecoslovaco de 1977 dirigido e escrito por Oldřich Lipský e Jiří Brdečka. Foi selecionado como represente da Tchecoslováquia à edição do Oscar 1978, organizada pela Academia de Artes e Ciências Cinematográficas.

## Elenco
- Michal Dočolomanský
- Rudolf Hrušínský
- Miloš Kopecký
- Ladislav Pešek
- Naďa Konvalinková
- Květa Fialová